# 伊集院

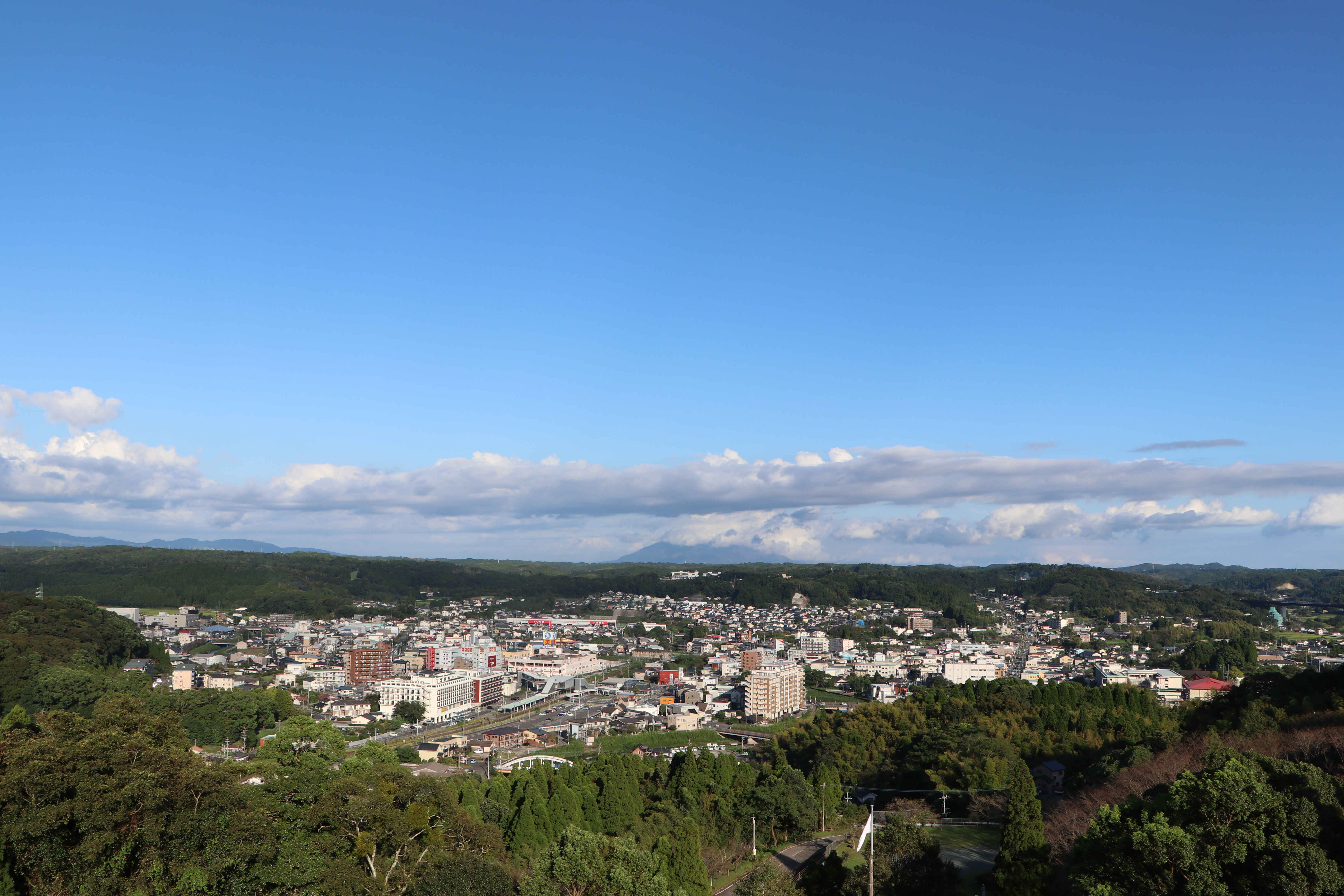
一宇治城から望む伊集院市街

伊集院（いじゅういん）は、鹿児島県の地名。鎌倉時代から戦国時代にかけて薩摩国にあった院名であり、江戸時代にあった薩摩藩の外城の名称でもある。
1889年（明治22年）の町村制施行により外城であった伊集院郷は上、中、下に分けられることとなり、上伊集院村、中伊集院村、下伊集院村の3つの行政区画に分割された。現代でも中世の伊集院の区域にある日置市伊集院地域及び、鹿児島市松元地域を中心に通称地名として使用されている。

## 地名の由来
伊集院という名称は、イスノキが多い地であり、平安朝の租税である稲穂を貯蔵する倉院が置かれたことから、「いすいん」と呼ばれるようになったことに由来する。

## 歴史

### 中世から江戸時代まで
中世には島津家の傍流である伊集院氏の領地となり、現在の日置市伊集院町大田にある一宇治城を拠点としていた。伊集院頼久の乱に端を発する領地の島津氏との係争による伊集院氏の没落後は島津氏の直轄地となった。ただし、一時期を除いて石谷村（現在の鹿児島市石谷町）は町田氏の私領となっていた。
江戸時代になると薩摩藩の統治制度である外城制による伊集院郷として継承され、日置郡に属し、薩摩藩直轄領となったが一部が私領となっていた。
明治時代初期には中川村、郡村、徳重村、竹之山村、大田村、清藤村、下谷口村、上谷口村、飯牟礼村、恋之原村、古城村、猪鹿倉村、土橋村、麦生田村、下神殿村、上神殿村、桑畑村、野田村、寺脇村、入佐村、直木村、春山村、福山村、石谷村、有屋田村、嶽村、宮田村、神之川村、苗代川村の29村と野町から構成されていた。

### 町村制施行後

江戸末期頃の伊集院郷の区域

1889年（明治22年）の町村制施行時には以下のとおり、上伊集院村、中伊集院村、下伊集院村の3村に分割された。
- 上伊集院村 - 上谷口村・福山村・春山村・石谷村・直木村・入佐村
- 中伊集院村 - 下谷口村・清藤村・猪鹿倉村・恋ノ原村・古城村・飯牟礼村・郡村・徳重村・大田村・中川村・土橋村・竹之山村
- 下伊集院村 - 苗代川村・野田村・神之川村・宮田村・寺脇村・上神殿村・岳村・下神殿村・桑畑村・麦生田村・有屋田村

その後、1922年（大正11年）4月1日に中伊集院村が改称及び町制施行し、伊集院町となり、1956年（昭和31年）に下伊集院村の一部が郡山村（即日町制施行し郡山町）、東市来町、日吉町に編入され、残部と伊集院町が新設合併し新たに伊集院町が設置された。1960年（昭和35年）に上伊集院村が改称及び町制施行し松元町となった。
2004年（平成16年）には松元町及び郡山町が鹿児島市に編入され、翌年の2005年（平成17年）には伊集院町、東市来町、日吉町、吹上町が新設合併し日置市が設置された。
現在の鹿児島市の一部（松元地域の全域、郡山地域の一部）、日置市の一部（伊集院地域の全域、東市来地域の一部、日吉地域の一部）にあたる。

## 伊集院を由来とするもの
自治体
- 伊集院町 - 鹿児島県日置郡にあった町。現在の日置市の一部。町村制施行時は中伊集院村。
- 上伊集院村 - 鹿児島県日置郡にあった村。1960年に改称及び町制施行し松元町。現在の鹿児島市の一部。
  - 上伊集院駅、上伊集院郵便局 - 鹿児島市上谷口町（かつての上伊集院村大字上谷口）にある。改称・町制施行以後、上記の上伊集院村の名称が唯一残っている施設名。
- 下伊集院村 - 鹿児島県日置郡にあった村。1956年に東市来町、日吉町、郡山村、伊集院町に解体分割。現在の日置市と鹿児島市の一部。
  - 下伊集院郵便局 - 日置市東市来町美山（かつての下伊集院村大字苗代川）にある郵便局。

人名関連
- 伊集院氏 - 日本の氏族。著名な氏族としては薩摩島津氏の一族があり、伊集院郷の地頭職に就任したことにより伊集院氏を名乗ることとなったとされる。
- 日本人の姓名の一つ。伊集院五郎、伊集院俊など。
  - 本名ではなく筆名や芸名として伊集院を名乗っている者は伊集院静、伊集院光がおり、芸名と同じ名前ゆえにプライベートで伊集院町へ時々行くことをラジオで時折明かしている伊集院光は、自身のTwitterのアイコンに伊集院駅の駅名標と自身の顔を撮影した写真を使用している[5]。

架空の人物
- 伊集院忍 - 大和和紀の漫画『はいからさんが通る』の主要登場人物[6]。
- 伊集院茂夫 - YouTubeチャンネル『ヒューマンバグ大学 闇の漫画』に登場する架空の人物。